# Isononansäure
Isononansäure ist die Bezeichnung für das technische Gemisch der verzweigten Strukturisomeren der Nonansäure, einer C9-Carbonsäure.

## Gewinnung und Darstellung
Technische Isononansäure entsteht bei der Oxidation von Isononanaldehyden, welche aus Diisobuten hergestellt werden. Dabei bildet sich ein Isomerengemisch, welches zu mehr als 90 % aus 3,5,5-Trimethylhexansäure besteht. Wird Diisobuten dagegen in einer Koch-Haaf-Synthese unmittelbar mit Kohlenstoffmonoxid umgesetzt (85%ige Schwefelsäure, 20 °C, 7 bar), so bildet sich vornehmlich 2,2,4,4-Tetramethylpentansäure. Daneben existiert auch noch die 7-Methyloctansäure, die eigentliche Isononansäure.

## Strukturisomere
| Strukturisomere |                                              |                                                   |                                       |
| Name            | 3,5,5-Trimethylhexansäure                    | 2,2,4,4-Tetramethylpentansäure                    | 7-Methyloctansäure                    |
| Strukturformel  | Strukturformel von 3,5,5-Trimethylhexansäure | Strukturformel von 2,2,4,4-Tetramethylpentansäure | Strukturformel von 7-Methyloctansäure |
| CAS-Nummer      | 3302-10-1                                    | 3302-12-3                                         | 693-19-6                              |
| CAS-Nummer      | 26896-18-4 (Gemisch)                         |                                                   |                                       |
| Summenformel    | C9H18O2                                      | C9H18O2                                           | C9H18O2                               |
| Molare Masse    | 158,24 g·mol−1                               | 158,24 g·mol−1                                    | 158,24 g·mol−1                        |
| EG-Nummer       | 221-975-0                                    |                                                   |                                       |
| EG-Nummer       | 248-092-3 (Gemisch)                          |                                                   |                                       |
| ECHA-Infocard   | 100.019.978                                  |                                                   |                                       |
| ECHA-Infocard   | 100.043.706 (Gemisch)                        |                                                   |                                       |
| PubChem         | 90960                                        | 18699                                             | 33635                                 |
| Wikidata        | Q15725607                                    | Q53864639                                         | Q27117040                             |
| Wikidata        | Q53864465 (Gemisch)                          |                                                   |                                       |

## Physikalische Eigenschaften
Die physikalischen  Eigenschaften technischer Isononansäure variieren je nach Zusammensetzung. Der Schmelzpunkt liegt zwischen −60 °C und −70 °C, der Siedepunkt zwischen 228 °C und 255 °C, die Dichte zwischen 0,895 und 0,902 g/cm3 und der Dampfdruck zwischen 0,1 und 0,01 hPa.

## Verwendung
Isononansäure wird bei der Herstellung von Alkydharzen und Sikkativen für Lacke und Ölfarben verwendet. Es ist eine Zwischenstufe bei der Herstellung von Isononanylperoxid und spielt bei der Herstellung von PVC-Polymerisaten eine Rolle. Außerdem ist es eine Vorstufe für Fungizide und ein Kosmetikgrundstoff.